# Démographie de l'Aisne
La démographie de l'Aisne est caractérisée par une densité moyenne et une population stable depuis les années 1960.
Avec ses 525 558 habitants en 2022, le département français de l'Aisne se situe en 51e position sur le plan national.
En six ans, de 2015 à 2021, sa population a diminué de près de 11 200 unités, c'est-à-dire de plus ou moins 1 870 personnes par an. Mais cette variation est différenciée selon les 798 communes que comporte le département.
La densité de population de l'Aisne, 71,4 habitants par kilomètre carré en 2022, est inférieure à celle de la France entière qui est de 107,1 hab./km2 pour la même année.

## Évolution démographique du département de l'Aisne
Le département a été créé par décret du 4 mars 1790. Il comporte alors six districts (Saint-Quentin, Vervins, Laon, Chauny, Soissons et Château-Thierry). Le premier recensement sera réalisé en 1791 et ce dénombrement, reconduit tous les cinq ans à partir de 1821, permettra de connaître plus précisément l'évolution des territoires.
Avec 513 000 habitants en 1831, le département représente 1,58 % de la population française, qui est alors de 32 569 000 habitants. De 1831 à 1866, il va gagner 52 025 habitants, soit une augmentation de 0,29 % moyen par an, inférieur au taux d'accroissement national de 0,48 % sur cette même période.
L'évolution démographique entre la Guerre franco-prussienne de 1870 et la Première Guerre mondiale est négative alors qu'elle croît au niveau national. Sur cette période, la population baisse de 22 213 habitants, soit une baisse de 4,2 % alors que la croissance est de 10 % au niveau national. La population croît de 14,98 % pour la période de l'entre-deux guerres courant de 1921 à 1936, plus fortement qu'au niveau national (6,9 %).
À l'instar des autres départements français, l'Aisne va ensuite connaître un essor démographique après la Seconde Guerre mondiale, mais qui va se stabiliser à partir des années 1960. 
En 2022, le département comptait 525 558 habitants, en évolution de −1,97 % par rapport à 2016 (France hors Mayotte : +2,11 %).
| 1791    | 1801    | 1806    | 1821    | 1826    | 1831    | 1836    | 1841    | 1846    |
| ------- | ------- | ------- | ------- | ------- | ------- | ------- | ------- | ------- |
| 407 905 | 425 981 | 442 726 | 459 666 | 489 460 | 513 000 | 527 095 | 542 213 | 557 422 |

| 1851    | 1856    | 1861    | 1866    | 1872    | 1876    | 1881    | 1886    | 1891    |
| ------- | ------- | ------- | ------- | ------- | ------- | ------- | ------- | ------- |
| 558 989 | 555 539 | 564 597 | 565 025 | 552 439 | 560 427 | 556 891 | 555 925 | 545 493 |

| 1896    | 1901    | 1906    | 1911    | 1921    | 1926    | 1931    | 1936    | 1946    |
| ------- | ------- | ------- | ------- | ------- | ------- | ------- | ------- | ------- |
| 541 513 | 535 583 | 534 495 | 530 226 | 421 515 | 489 022 | 489 368 | 484 647 | 453 411 |

| 1954    | 1962    | 1968    | 1975    | 1982    | 1990    | 1999    | 2006    | 2011    |
| ------- | ------- | ------- | ------- | ------- | ------- | ------- | ------- | ------- |
| 487 068 | 512 920 | 526 346 | 533 862 | 533 970 | 537 259 | 535 489 | 537 061 | 541 302 |

| 2016    | 2021    | 2022    | - | - | - | - | - | - |
| ------- | ------- | ------- | - | - | - | - | - | - |
| 536 136 | 527 468 | 525 558 | - | - | - | - | - | - |

## Population par divisions administratives

### Arrondissements
Le département de l'Aisne comporte cinq arrondissements. La population se concentre principalement sur l'arrondissement de Laon, qui recense 29 % de la population totale du département en 2022, avec une densité de 70,6 hab./km2, contre 24 % pour l'arrondissement de Saint-Quentin, 20 % pour celui de Soissons, 13 % pour celui de Vervins et 13 % pour celui de Château-Thierry.
| Arrondissement  | Population(2022) | Variation(2022/2016)                       | Superficie(km2) | Densité(hab./km2) |
| --------------- | ---------------- | ------------------------------------------ | --------------- | ----------------- |
| Laon            | 153 495          | en évolution de −2,46 % par rapport à 2016 | 2 175,3         | 70,6              |
| Saint-Quentin   | 126 102          | en évolution de −2,27 % par rapport à 2016 | 1 071,2         | 117,7             |
| Soissons        | 107 206          | en évolution de −0,5 % par rapport à 2016  | 1 342,3         | 79,9              |
| Vervins         | 69 339           | en évolution de −3,91 % par rapport à 2016 | 1 657,8         | 41,8              |
| Château-Thierry | 69 416           | en évolution de −0,6 % par rapport à 2016  | 1 115,2         | 62,2              |
| Source : Insee. |                  |                                            |                 |                   |

### Communes de plus de5 000 habitants
Sur les 798 communes que comprend le département de l'Aisne, 34 ont en 2021 une population municipale supérieure à 2 000 habitants, dix ont plus de 5 000 habitants et sept ont plus de 10 000 habitants : Saint-Quentin, Soissons, Laon, Château-Thierry, Tergnier, Chauny et Villers-Cotterêts.
Les évolutions respectives des communes de plus de 5 000 habitants sont présentées dans le tableau ci-après.
| Commune              | Population(2022) | Variation(2022/2016)                       | Superficie(km2) | Densité(hab./km2) |
| -------------------- | ---------------- | ------------------------------------------ | --------------- | ----------------- |
| Saint-Quentin        | 52 995           | en évolution de −2,66 % par rapport à 2016 | 22,56           | 2 349,1           |
| Soissons             | 28 667           | en évolution de +0,71 % par rapport à 2016 | 12,32           | 2 326,9           |
| Laon                 | 24 066           | en évolution de −4,47 % par rapport à 2016 | 42              | 573               |
| Château-Thierry      | 15 068           | en évolution de +1,49 % par rapport à 2016 | 16,55           | 910,5             |
| Tergnier             | 13 261           | en évolution de −2,07 % par rapport à 2016 | 17,95           | 738,8             |
| Chauny               | 11 456           | en évolution de −4,33 % par rapport à 2016 | 13,28           | 862,7             |
| Villers-Cotterêts    | 10 376           | en évolution de −2,97 % par rapport à 2016 | 41,71           | 248,8             |
| Hirson               | 8 565            | en évolution de −4,67 % par rapport à 2016 | 33,77           | 253,6             |
| Bohain-en-Vermandois | 5 724            | en évolution de +1,27 % par rapport à 2016 | 31,74           | 180,3             |
| Gauchy               | 5 197            | en évolution de −1,94 % par rapport à 2016 | 6,24            | 832,9             |
| Source : Insee.      |                  |                                            |                 |                   |

## Structures des variations de population

### Soldes naturels et migratoires sur la période 1968-2021
La variation moyenne annuelle reste très faible sur la période 1968-2021, passant de 0,2 % à -0,3 %. Le solde naturel annuel qui est la différence entre le nombre de naissances et le nombre de décès enregistrés au cours d'une même année, a baissé, passant de 0,6 % à 0 %. La baisse du taux de natalité, qui passe de 17,8 ‰ à 10,7 ‰, est en fait compensée par une baisse plus faible du taux de mortalité, qui parallèlement passe de 11,5 ‰ à 11,0 ‰.
| Indicateurs démographiques                       | 1968 à1975 | 1975 à1982 | 1982 à1990 | 1990 à1999 | 1999 à2010 | 2010 à2015 | 2015 à2021 |
| ------------------------------------------------ | ---------- | ---------- | ---------- | ---------- | ---------- | ---------- | ---------- |
| Variation annuelle moyenne de la population en % | 0,2        | 0,0        | 0,1        | -0,0       | 0,1        | -0,1       | -0,3       |
| - due au solde naturel en %                      | 0,6        | 0,4        | 0,4        | 0,3        | 0,3        | 0,2        | -0,0       |
| - due au solde apparent des entrées sorties en % | -0,4       | -0,4       | -0,4       | -0,4       | -0,2       | -0,3       | -0,3       |
| Taux de natalité en ‰                            | 17,8       | 15,3       | 14,9       | 13,1       | 13,0       | 12,5       | 10,7       |
| Taux de mortalité en ‰                           | 11,5       | 11,0       | 10,6       | 10,0       | 10,0       | 10,1       | 11,0       |
| Source : Insee.                                  |            |            |            |            |            |            |            |

### Mouvements naturels sur la période 2014-2022
En 2014, 6 466 naissances ont été dénombrées contre 5 462 décès. Le nombre annuel des naissances a diminué depuis cette date, passant à 5 354 en 2022, indépendamment à une augmentation, mais relativement faible, du nombre de décès, avec 6 191 en 2022. Le solde naturel est ainsi négatif et diminue, passant de 1 004 à -837.
Pour des raisons techniques, il est temporairement impossible d'afficher le graphique qui aurait dû être présenté ici.

## Densité de population
En 2021, la densité était de 71,7 hab./km2.
| 1968 |  | 71.4 |  |

| 1975 |  | 72.5 |  |

| 1982 |  | 72.5 |  |

| 1990 |  | 73.0 |  |

| 1999 |  | 72.7 |  |

| 2010 |  | 73.4 |  |

| 2015 |  | 73.2 |  |

| 2021 |  | 71.7 |  |

## Répartition par sexes et tranches d'âges
La population du département est plus âgée qu'au niveau national.
En 2021, le taux de personnes d'un âge inférieur à 30 ans s'élève à 34,5 %, soit en dessous de la moyenne nationale (35,1 %). À l'inverse, le taux de personnes d'âge supérieur à 60 ans est de 27,8 % la même année, alors qu'il est de 26,6 % au niveau national.
En 2021, le département comptait 257 555 hommes pour 269 913 femmes, soit un taux de 51,17 % de femmes, légèrement inférieur au taux national (51,61 %).
Les pyramides des âges du département et de la France s'établissent comme suit.
| Hommes | Classe d’âge | Femmes |
| ------ | ------------ | ------ |
| 0,7    | 90 ou +      | 1,9    |
| 6,7    | 75-89 ans    | 9,5    |
| 18,1   | 60-74 ans    | 18,8   |
| 20,2   | 45-59 ans    | 19,6   |
| 18,1   | 30-44 ans    | 17,5   |
| 17,1   | 15-29 ans    | 15,2   |
| 19,2   | 0-14 ans     | 17,6   |

| Hommes | Classe d’âge | Femmes |
| ------ | ------------ | ------ |
| 0,7    | 90 ou +      | 1,9    |
| 7,0    | 75-89 ans    | 9,5    |
| 16,6   | 60-74 ans    | 17,5   |
| 20,0   | 45-59 ans    | 19,5   |
| 18,8   | 30-44 ans    | 18,3   |
| 18,3   | 15-29 ans    | 16,7   |
| 18,6   | 0-14 ans     | 16,7   |

## Répartition par catégories socioprofessionnelles
La catégorie socioprofessionnelle des ouvriers est surreprésentée par rapport au niveau national. Avec 16,4 % en 2021, elle est 4,7 points au-dessus du taux national (11,7 %). La catégorie socioprofessionnelle des cadres et professions intellectuelles supérieures est quant à elle sous-représentée par rapport au niveau national. Avec 4,7 % en 2021, elle est 5,4 points en dessous du taux national (10,1 %).
| Catégorie socioprofessionnelle                    | 2015    | 2015 | 2021    | 2021 | Détails de l'année 2021 | Détails de l'année 2021 | Détails de l'année 2021            | Détails de l'année 2021            | Détails de l'année 2021            |
| Catégorie socioprofessionnelle                    | Nb      | %    | Nb      | %    | Hommes                  | Femmes                  | Part en % de la population âgée de | Part en % de la population âgée de | Part en % de la population âgée de |
| Catégorie socioprofessionnelle                    | Nb      | %    | Nb      | %    | Hommes                  | Femmes                  | 15 à 24 ans                        | 25 à 54 ans                        | 55 ans ou +                        |
| ------------------------------------------------- | ------- | ---- | ------- | ---- | ----------------------- | ----------------------- | ---------------------------------- | ---------------------------------- | ---------------------------------- |
| Agriculteurs exploitants                          | 4 665   | 1,1  | 4 241   | 1,0  | 3 224                   | 1 017                   | 0,1                                | 1,3                                | 1,0                                |
| Artisans, commerçants, chefs d'entreprise         | 12 521  | 2,9  | 11 775  | 2,7  | 8 014                   | 3 761                   | 0,6                                | 4,6                                | 1,5                                |
| Cadres et professions intellectuelles supérieures | 19 585  | 4,5  | 20 151  | 4,7  | 11 912                  | 8 239                   | 0,9                                | 8,0                                | 2,5                                |
| Professions intermédiaires                        | 51 061  | 11,7 | 52 662  | 12,2 | 24 851                  | 27 812                  | 7,2                                | 21,5                               | 4,3                                |
| Employés                                          | 73 444  | 16,9 | 69 912  | 16,2 | 16 913                  | 52 999                  | 13,8                               | 26,4                               | 6,6                                |
| Ouvriers                                          | 75 340  | 17,3 | 70 556  | 16,4 | 56 311                  | 14 245                  | 16,4                               | 26,0                               | 6,5                                |
| Retraités                                         | 124 299 | 28,6 | 125 365 | 29,1 | 57 828                  | 67 537                  | 0,0                                | 0,2                                | 68,3                               |
| Autres personnes sans activité professionnelle    | 74 373  | 17,1 | 75 599  | 17,6 | 29 014                  | 46 585                  | 61,0                               | 12,0                               | 9,3                                |
| Ensemble                                          | 435 288 | 100  | 430 261 | 100  | 208 067                 | 222 194                 | 100                                | 100                                | 100                                |
| Sources : Insee,.                                 |         |      |         |      |                         |                         |                                    |                                    |                                    |